# So liebt und küßt man in Tirol
So liebt und küsst man in Tirol ist ein deutscher Schlagerfilm mit Heimatfilmelementen von Franz Marischka aus dem Jahr 1961.

## Handlung
Erst vor kurzer Zeit hat Thesi Gruber ihren Berggasthof „Alpenblick“ im Zillertal eröffnet, doch die Gäste bleiben aus. Kein Wunder, wirbt doch Hausdiener Alois auf Geheiß des Kramerwirts dem Gasthof bereits unten an der Talstation die Gäste ab, indem er die zum „Alpenblick“ führende Seilbahn für baufällig erklärt. Erst als Thesis beste Freundin Petra zu Besuch kommt, wendet sich das Blatt. Petra startet eine Werbekampagne für den „Alpenblick“ unter dem Motto „So liebt und küsst man in Tirol“ und mit einem Mal kommen die Gäste: Die Groschenromanschreiberin Ida Würzig, der Scherzartikelverkäufer Emil Schulze, Graf Hasso Steinbach mit seiner dominanten Mutter und auch der Schürzenjäger Arthur Theodor Friedrich Johann Meyer. Der wiederum wird von der Privatdetektivin Ira Jovanovic gesucht, hat er doch auf dem Standesamt seine Braut Emma Philomena Blütchen sitzengelassen, die daraufhin Ira engagierte. Ira jedoch hat während ihres „Forschungsaufenthalts“ auf dem Berggasthof alle Männer unter Verdacht, nur Arthur nicht.
Auch Paul Kramer gerät bald unter Verdacht, der gesuchte Schürzenjäger zu sein. Er ist jedoch in Wirklichkeit Ingenieur und der Sohn von Bürgermeister Kramer, dem Kramerwirt. Der hatte vor Jahren beim Pokern ein Grundstück an Thesis Mutter verloren, das sich nun als Goldgrube entpuppt, soll auf dem Boden doch ein Sanatorium erbaut werden. Er setzt seinen Sohn, der die erste große Liebe Thesis war, auf sie an, doch spielt der das falsche Spiel des Vaters nur kurze Zeit mit. Er verliebt sich stattdessen in Petra und plant, sie zu heiraten. Da Thesi jedoch vom alten Kramer und auch von Hausdiener Alois immer wieder hört, dass Paul sie liebt und sogar heiraten will, glaubt sie das mit der Zeit. Sie und Petra sind entsetzt, als sie bemerken, dass sie mit Paul denselben Mann lieben bzw. derselbe Mann anscheinend beiden einen Heiratsantrag gemacht hat. Beide trennen sich von ihm.
Gleichzeitig ist im Berggasthof neuer Besuch angekommen: Der Scheich von Ku-eng plant nicht nur die Besichtigung der Bergbahn, sondern hat sich gleichzeitig auf Brautschau im „Alpenblick“ niedergelassen. Er entscheidet sich nach Tanz und Gesang für Heidi Nebel, die bisher immer an der Seite von Arthur zu sehen war. Der wiederum offenbart sich Ira: Er sei der gesuchte Schürzenjäger, doch ist er in Wirklichkeit ein Angestellter des Scheichs und musste für ihn auf Brautschau gehen. Graf Hasso Steinbach wiederum gelingt es endlich, seine dominante Mutter in die Schranken zu weisen und Thesi seine Liebe zu gestehen.
Am Ende kommt es zur Doppelhochzeit: Der Scheich und Heidi heiraten und auch Thesi und Hasso geben sich das Ja-Wort. Paul und Petra haben sich versöhnt und sind als Trauzeugen aktiv. Nur Arthurs Plan, Ira zu heiraten, schlägt fehlt: Sie antwortet in der Kirche auf die Frage, ob sie ihn ehelichen will, mit Nein, wie er es vorher so oft getan hat. Nun ist er derjenige, der vor Überraschung in Ohnmacht fällt.

## Produktion
Die Außenaufnahmen wurden weitgehend in Mayrhofen im Zillertal und auf dem Penken gedreht. Dabei sind mehrmals die Zillertalbahn und die erste, 1995 eingestellte, Penkenbahn zu sehen. 
Die Uraufführung des Films fand am 20. Dezember 1961 im Würzburger Bavaria statt. Der Erfolg des Films war vergleichsweise bescheiden, er spielte nicht einmal eine Million DM ein. Allerdings war der Erfolgs-Zenit des Alpen-Schlagerfilms 1961 längst überschritten. 
Im Film sind verschiedene Schlager zu hören:
René Kollo, der im Film eine Rolle als Barkeeper hat, singt Am Ende wird es Liebe sein und Hello Mary-Lou. Die Old Merry Tale Jazzband spielt und singt Sellerie. Vivi Bach interpretiert So liebt und küsst man in Tirol und die Geschwister Fahrnberger intonieren Hoch in den Bergen. Zudem spielt das Orchester Kurt Edelhagen; zu hören sind auch die Stücke Berlin-Melodie und Warte, warte noch ein Weilchen aus der Operette Marietta von Willi und Walter Kollo. Fred Bertelmann hat einen Auftritt im Film und singt den Schlager Überall wo mich ein Mädel küsst.

## Kritiken
Das Lexikon des Internationalen Films bezeichnete So liebt und küßt man in Tirol als „Gasthofrivalitäten und Liebeleien in einem Schlagerfilm von besonders bescheidener Machart.“
Cinema befand: „Ein Ulk mit dickerer Staub- als Schneeschicht! […] Fazit: Da gähnt und pennt man vor der eigenen Glotze.“